# Gottfried Cervenka
Gottfried R. Cervenka (* 29. August 1947 in Wien; † 15. Dezember 2015 in Mödling) war ein österreichischer Rundfunkmoderator.

## Leben
Bereits im Bundesrealgymnasium Vereinsgasse im 2. Wiener Gemeindebezirk wurde sein Interesse für Musik geweckt, hat doch der damalige Musikprofessor Hanns Zimmerl durch seinen besonderen Enthusiasmus und seine leidenschaftliche Liebe zu diesem Genre die Schüler in besonderem Maße für sein Fach begeistern können. Er vermochte es sogar, berühmte Sänger wie Max Lorenz in die Schule zu bringen.
Mehr als 30 Jahre lang gestaltete Gottfried Cervenka regelmäßig Opernsendungen für den österreichischen Rundfunk auf Ö1, insbesondere das Opernkonzert jeden Dienstagnachmittag, in dessen Mittelpunkt historische Aufnahmen standen. Bei der Gestaltung der Sendungen konnte er auf seine eigene, etwa 40.000 Tonträger umfassende Musiksammlung zurückgreifen. Mit seinen Sendungen gelang es ihm auch, das Interesse für in Österreich weitgehend unbekannte Künstler wie Gert Lutze bei einem breiten Publikum zu wecken. Seine letzte Sendung war Hugh Beresford zu dessen 90. Geburtstag gewidmet.
Daneben moderierte er ebenso Operettensendungen und Opernübertragungen, vor allem aus der Metropolitan Opera in New York.
Im Juni 2008 wurde ihm für seine Leistungen für das Musikgenre vom Bundesminister für Unterricht, Kunst und Kultur der Berufstitel „Professor“ verliehen.
Mehr als 25 Jahre führte er auch das Geschäft „Da Caruso“ in der Wiener Operngasse, das als Fachgeschäft für klassische Musik weltweit bekannt war.
Gottfried Cervenka war verheiratet und hatte einen Sohn, den er nach dem Heldentenor Lauritz Melchior benannte.

## Auszeichnungen
- 2004: Gottlob Frick-Medaille
- 2008: Berufstitel „Professor“